# Hakon Børresen
Axel Ejnar Hakon Børresen (født 2. juni 1876 i København, død 6. oktober 1954 smst) var en dansk komponist. Elev af komponisten Johan Svendsen. Det norskklingende navn skyldtes farfaderen, som var kommet til København fra Norge i begyndelsen af 1800-tallet. Faderen havde været ved militæret, men var nu grosserer.

## Uddannelsen
Familien var ret velstillet, og som det hørte sig til i de pæne borgerlige hjem, fik drengen tidligt undervisning i klaver, violin, cello og musikteori. Som 19-årig ønskede Hakon Børresen at blive komponist, men faderen forlangte en kompetent persons dom over evnerne, før han ville støtte sønnens passion. Fra 1895 og nogle år frem var Børresen elev af den norske komponist Johan Svendsen, der var leder af Det Kongelige Kapel og en fremtrædende person i københavnske kulturliv, men som ellers ikke gav sig af med at undervise.
Svendeprøven blev Den første Symfoni i c-mol, som blev opført i 1901 af Det Kgl. Kapel under Svendsens ledelse. Symfonien vakte betydelig opmærksomhed. Børresen fik Det anckerske Legat og drog i 1902 ud i Europa på studierejse. Rejsen gik til Leipzig, hvor Børresen bl.a. mødte den verdensberømte dirigent Arthur Nikisch, der gentagne gange dirigerede Børresens Violinkoncert ved koncerter rundt om i Tyskland, til Paris hvor han holdt til hos en kreds af komponister omkring Vincent d'Indy og til Bruxelles, hvor han traf den berømte violinvirtuos og komponist Eugène Ysaÿe.

## Komponisten
Hans ungdom var præget af den dansk/norske romantiske tradition, og han var livet igennem tro mod den romantiske musiks idealer. Han fulgte ikke de moderne strømninger og lod sig ikke forvirre af det brud med senromantikken, som blev sat i gang i begyndelsen af århundredet. Man kan godt sige at Børresen var en konservativ komponist. Børresen var fascineret af havet, og han delte sit liv mellem en lejlighed ved Marmorkirken i Københavns centrum og længere ophold i Skagen. De første år boede han på Brøndums Hotel. Efter Holger Drachmanns død i januar 1908, lejede han dennes hus i Skagen frem til 1909. I 1910 byggede han Kaddara på Chr. X's Vej 82 efter tegninger af Ulrik Plesner.  I Skagen var han et musikalsk led i den berømte Krøyerske og Ancherske kunstnerkreds. Om dette har han selv skrevet: "Her er fred og ro, dejligt om sommeren, men også storartet om vinteren. Skagen ligger på den nordligste spids. Havet er det samme som for 50 år siden – den vældige horisont og det store luftmaleri. Jeg kan ikke se andet end, at der er stor forbindelse mellem malerkunst og musik. Krøyer arbejdede således gerne til musik, og jeg har ofte spillet i hans atelier, når han malede".
Hans største succes blev operaen Den Kongelige Gæst, der blev uropført på Det Kongelige Teater den 15. november 1919. Operaens handling bygger på Henrik Pontoppidans novelle fra 1908 af samme navn. Operaen blev opført 134 gange på Det Kongelige Teater (frem til 1964). Der har siden været flere koncertopførelser og ouverturen spilles jævnligt. Operaen og Børresens sange og klavermusik er indspillet på cd.
I sin anden opera Kaddara giver Børresen en række billeder af det grønlandske folkeliv med en rytmisk troværdig tone i de brogede optrin. Også denne opera blev opført med succes på Det Kgl. Teater, og den blev 25 år efter (1946) genopført på teatret i anledning af den grønlandske delegations første besøg i København efter Danmarks befrielse. Operaen blev opført flere gange i 1924-25 på Theatre Royal de la Monnaie i Bruxelles og på Komische Oper i Königsberg.

## Musikpolitikeren
Fra 1924-1949 var Hakon Børresen formand for Dansk Tonekunstnerforening. Han var også aktiv i andre musikpolitiske sammenhænge også på nordisk plan. Han blev medlem af Musikaliska Akademien i Stockholm og æresmedlem af Norsk Tonekunstnersamfund. I 1935 var han en af initiativtagerne til oprettelsen af Musikrådet i Danmark, og han blev rådets første formand. Han berømmes fra nogle sider for sin indsats i disse sammenhænge, men der var efterhånden også dem, der anså ham for en stopklods for forandring.
Han sad også i bestyrelsen for Samfundet til Udgivelse af Dansk Musik, var medlem af det Anckerske Legatudvalg, af bestyrelsen for Den kulturelle Fond, af Teaterkommissionen af 1933 samt medlem af bestyrelsen for Skagens Museum. Han var Ridder af Dannebrog og Dannebrogsmand.

## Musik
- op. 1 Thor kører til Jotunheim (elevarbejde før 1895)
- op. 2 Sange
- op. 3 Symfoni nr. 1 i c-mol (1901)
- op. 4 Romance for cello og orkester (1903)
- op. 5 Strygesekstet (1903)
- op. 6 Polonaise (klaver)
- op. 7 Symfoni nr. 2 i A-dur (Havet – 1904)
- op. 8 Sange
- op. 9 Klaversonate
- op. 10 Klavierstücke (1906)
- op. 11 Violinkoncert i G-dur (1904)
- op. 12 Sange
- op. 13 Sonate for violin og klaver i a-mol (1907)
- op. 14 Morceaux (klaver 1910)
- op. 15 Heimars sang (baryton og strygere)
- op. 16 Normannerne (Koncertouverture 1912/1935)
- op. 17 Deux pièces (klaver og cello)
- op. 18 Præludium (orgel)
- op. 19 Mandskorsange
- op. 20 Strygekvartet
- op. 21 Symfoni nr. 3 i C-dur (1927)
- op. 22 Festusik (orkester)
- op. 24 Mandskorsange
- op. 26 Mandskorsange

- Marche Funébre (til P.S. Krøyers begravelse i 1909)
- Strygekvartet nr. 1 (1913)
- Præludium til Skagens 500 års købstadsjubilæum (1913)
- Den kongelige gæst (opera 1917)
- Kaddara Folkelivsbilleder fra Grønland (opera 1921)
- Uranienborg – Tycho Brahes drøm (ballet 1924)
- Historien om en moder (melodrama ca. 1930)
- Knud Lavard (musik til skuespil af Axel Juel 1932)
- Mod døden (strygeorkester 1932)
- Strygekvartet nr. 2 (1939)
- Serenade for horn, strygere og pauker (1943)
- Nordiske Folketoner fra Island og Færøerne (stygeorkester 1949)

- Cant (musikskuespil af Kaj Munk)